# Xã Gilby, Quận Grand Forks, Bắc Dakota
Xã Gilby (tiếng Anh: Gilby Township) là một xã thuộc quận Grand Forks, tiểu bang Bắc Dakota, Hoa Kỳ. Năm 2010, dân số của xã này là 79 người.